# Sam St. Laurent
Samuel Saint-Laurent (* 16. Februar 1959 in Arvida (heute Stadtteil von Saguenay), Québec) ist ein ehemaliger kanadischer Eishockeytorwart und -trainer, der in seiner aktiven Zeit von 1975 bis 1992 unter anderem für die New Jersey Devils und Detroit Red Wings in der National Hockey League spielte. 

## Karriere
St. Laurent begann seine Karriere als Eishockeyspieler bei den Saguenéens de Chicoutimi, für die er von 1975 bis 1979 in der kanadischen Juniorenliga QMJHL aktiv war. Von 1979 bis 1986 spielte der Torwart für die Maine Mariners in der American Hockey League, während er in seinen ersten vier Jahren im Profibereich parallel vor allem für die Toledo Goaldiggers in der International Hockey League zum Einsatz kam. In der Saison 1983/84 gewann er mit den Maine Mariners den Calder Cup. In der Saison 1985/86 kam er zudem in vier Spielen für die New Jersey Devils in der National Hockey League zum Einsatz. In der AHL gehörte der Kanadier zu den besten Torhütern der Liga und wurde 1985 und 1986 jeweils in das Second All-Star Team der Liga gewählt. Im Jahr 1986 wurde er zudem zusammen mit seinem Landsmann Karl Friesen mit dem Harry „Hap“ Holmes Memorial Award für das Torhütergespann mit dem niedrigsten Gegentorschnitt der AHL ausgezeichnet. Er selbst erhielt zudem den Aldege „Baz“ Bastien Memorial Award als bester Torwart der Liga. 
Am 18. August 1986 wurde St. Laurent von den New Jersey Devils innerhalb der NHL im Tausch gegen Steve Richmond an die Detroit Red Wings abgegeben. In den folgenden vier Jahren spielte er insgesamt 31 Mal für Detroit in der NHL. Den Großteil der Zeit verbrachte er allerdings bei deren AHL-Farmteam Adirondack Red Wings. Mit Adirondack gewann er in der Saison 1988/89 ebenfalls den Calder Cup. Er selbst hatte maßgeblichen Anteil an diesem Erfolg und wurde mit der Jack A. Butterfield Trophy als wertvollster Spieler der AHL-Playoffs ausgezeichnet. Zuletzt lief er von 1990 bis 1992 für die Binghamton Rangers in der AHL auf, wobei er in seinem zweiten Jahr überwiegend mit dem Team Canada an dessen Olympiavorbereitung teilnahm. Im Anschluss an die Winterspiele 1992 beendete er seine aktive Karriere im Alter von 33 Jahren.
Von 1993 bis 2004 war St. Laurent als Torwarttrainer für die New York Rangers aus der NHL tätig. 

### International
Für Kanada nahm St. Laurent an den Olympischen Winterspielen 1992 in Albertville teil, bei denen er mit seiner Mannschaft die Silbermedaille gewann. Als Ersatztorwart blieb er im Turnierverlauf ohne Einsatz.

## Erfolge und Auszeichnungen
- 1984 Calder-Cup-Gewinn mit den Maine Mariners
- 1985 AHL Second All-Star Team
- 1986 AHL Second All-Star Team
- 1986 Harry „Hap“ Holmes Memorial Award (gemeinsam mit Karl Friesen)
- 1986 Aldege „Baz“ Bastien Memorial Award
- 1989 Calder-Cup-Gewinn mit den Adirondack Red Wings
- 1989 Jack A. Butterfield Trophy

### International
- 1992 Silbermedaille bei den Olympischen Winterspielen